# K2-169
K2-169, EPIC 206007892 — одиночная звезда в созвездии Водолея на расстоянии приблизительно 765 световых лет (около 235 парсек) от Солнца.
Вокруг звезды обращается, как минимум, одна планета.

## Характеристики
K2-169 — жёлтый карлик спектрального класса G. Масса — около 0,986 солнечной, радиус — около 0,98 солнечного, светимость — около 0,691 солнечной. Эффективная температура — около 5526 К.

## Планетная система
В 2018 году командой астрономов, работающих с фотометрическими данными в рамках проекта Kepler K2, было объявлено об открытии планеты K2-169 b.